# 詹姆斯·比蒂 (诗人)

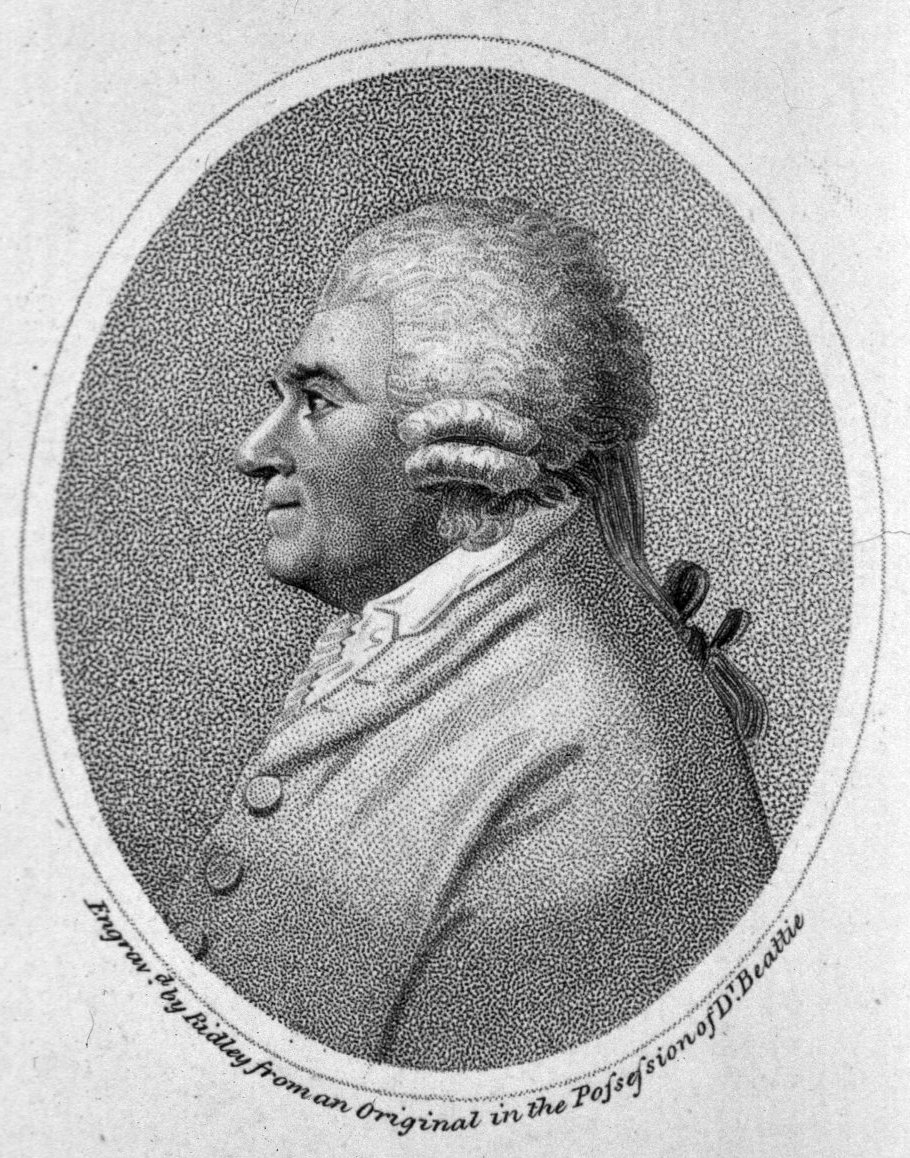
詹姆斯·比蒂

詹姆斯·比蒂（1735年10月25日 - 1803年8月18日）是一位苏格兰诗人、伦理学家和哲学家。
1760年，他成為馬修學院的教授。
比蒂反对奴隶制度制度， 他在自己的著作中以迪多·伊麗莎白·貝爾為例證明黑人的智商不輸白人。 
1783年，比蒂与他人共同创立爱丁堡皇家学会。 1786年，他入選美国哲学学会。 